# Jan Kozaryn Rezanowicz
Jan Kozaryn Rezanowicz (żył w XV wieku) – polski szlachcic pochodzenia wołyńskiego. W latach 1408-1451 pełnił urząd starosty łuckiego oraz marszałka ziem łuckich. Uważany za protoplastę linii rodu Okulicz-Kozaryn herbu  Dryja. 

## Życiorys
Jan Kozaryn Rezanowicz pochodził z Wołynia. Jego ojciec nosił imię Reza (Resit, Resat). Według źródeł sugeruje możliwość nieszlacheckiego lub cudzoziemskiego (prawdopodobnie tatarskiego) pochodzenia.
W źródłach historycznych Jan Kozaryn Rezanowicz pojawia się w pierwszej połowie XV wieku, sprawując ważne urzędy w ziemi łuckiej. W latach 1408-1451 był starostą łuckim oraz marszałkiem ziem łuckich.
Uważany jest za protoplastę rodu Okulicz-Kozaryn herbu Dryja, jednej z gałęzi rodziny Kozarynów. Od jego potomków wzięło się dwuczłonowe nazwisko Okulicz-Kozaryn, z których wielu odegrało znaczącą rolę w historii Rzeczypospolitej.